# NGC 4823
NGC 4823 é uma galáxia espiral (S0-a) localizada na direcção da constelação de Virgo. Possui uma declinação de -13° 41' 54" e uma ascensão recta de 12 horas, 57 minutos e 25,6 segundos.
A galáxia NGC 4823 foi descoberta em 1882 por Ernst Wilhelm Leberecht Tempel.